# Michael Rami

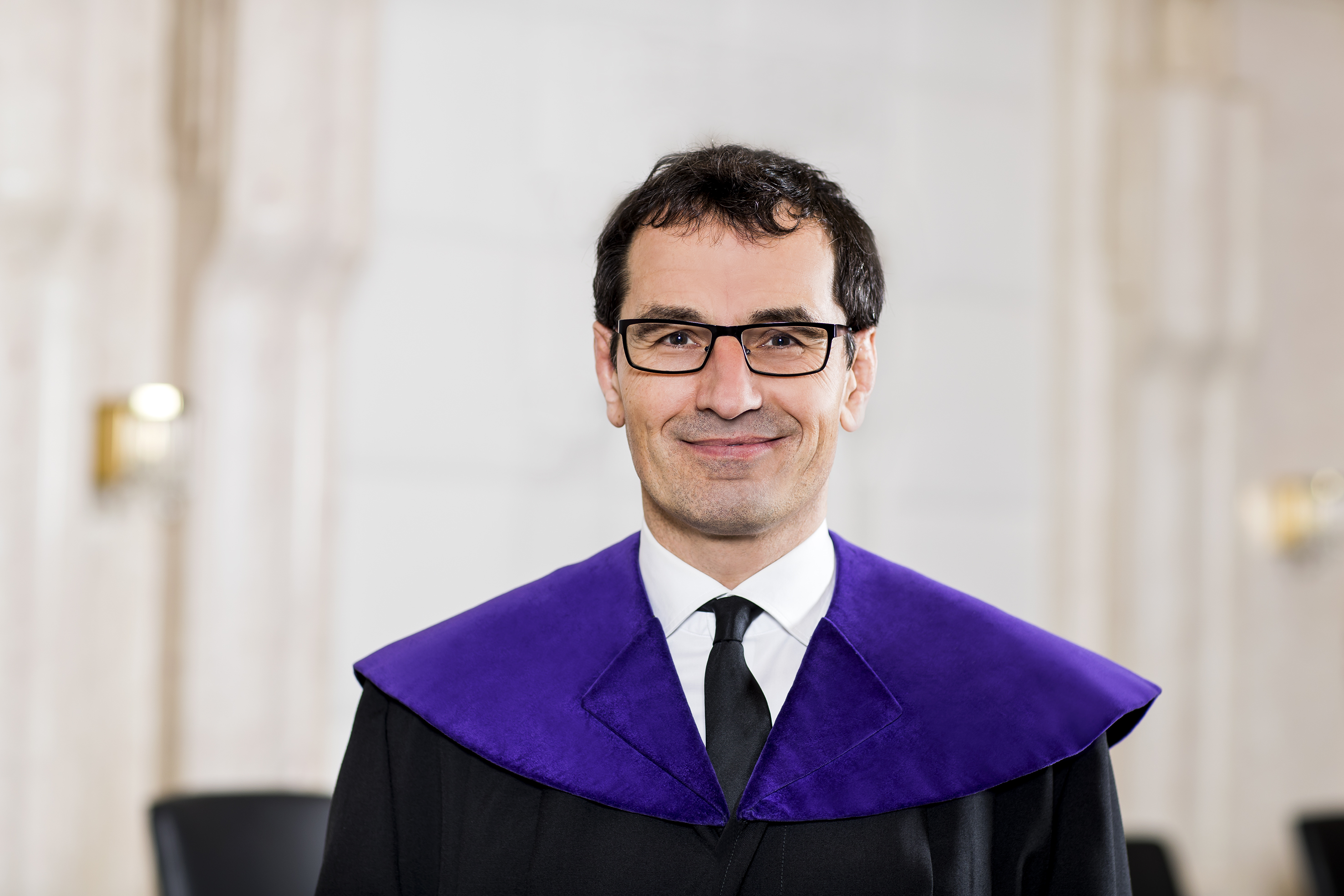
Michael Rami (2018)

Michael Rami (* 2. Februar 1968) ist ein österreichischer Jurist, Rechtsanwalt und seit 11. April 2018 Mitglied des österreichischen Verfassungsgerichtshofes.

## Ausbildung
Michael Rami wurde am 2. Februar 1968 geboren und besuchte Unter- und Oberstufenschulen in Wien. Am Bernoulligymnasium Wien XXII legte Rami im Jahr 1987 die Reifeprüfung ab. Anschließend nahm er das Studium der Rechtswissenschaften an der Rechtswissenschaftlichen Fakultät der Universität Wien auf. Während des Studiums arbeitete er durchgängig beim Kreditschutzverband von 1870. Im Jahr 1994 folgte schließlich die Sponsion zum Magister iuris (Mag. iur.) und direkt im Anschluss das Gerichtsjahr. Nachdem Michael Rami 1995 in der Rechtsabteilung der Victoria-Volksbanken Versicherungs AG eine Anstellung gefunden hatte, absolvierte er gleichzeitig dazu auch das Doktoratsstudium der Rechtswissenschaften und wurde daraufhin im Jahr 1997 mit einer Dissertation zum Thema Geheimnisschutz im Zivilprozeß zum Doktor der Rechtswissenschaften (Dr. iur.) promoviert.

## Beruflicher Werdegang
Von 1998 bis 2002 arbeitete Michael Rami daraufhin in der Rechtsanwaltskanzlei von Dieter Böhmdorfer als Rechtsanwaltsanwärter. Nach erfolgreich absolvierter Rechtsanwaltsprüfung ist er seit 2002 in Wien eingetragener Rechtsanwalt und seit 2003 Partner der Rechtsanwaltskanzlei Gheneff Rami Sommer Rechtsanwälte OG, wobei er sich auf Medienrecht, Wirtschaftsstrafrecht und Versicherungsvertragsrecht spezialisiert hat. Seit dem Jahr 2002 ist er zudem Mitglied des Beirates der Fachzeitschrift „Medien und Recht“. Im Jahr 2009 erhielt Michael Rami einen Lehrauftrag am Institut für Strafrecht und Kriminologie der Universität Wien, wo er seitdem nebenberuflich einzelne Lehrveranstaltungen leitet.
In seiner Sitzung am 15. März 2018 nominierte der österreichische Bundesrat Michael Rami als Nachfolger der zuvor aus Altersgründen ausgeschiedenen Eleonore Berchtold-Ostermann zum Mitglied des Verfassungsgerichtshofs, obwohl zuvor in einem Sideletter der von Sebastian Kurz und Heinz-Christian Strache unterzeichnet wurde Tassilo Wallentin als unabhängiges Mitglied vorgesehen war. Seine Nominierung war von der Regierungspartei FPÖ gewünscht und mit den Stimmen der Regierungsparteien ÖVP und FPÖ im Bundesrat beschlossen worden. Nach der Ernennung durch Bundespräsident Alexander Van der Bellen und der Angelobung durch VfGH-Präsidentin Brigitte Bierlein am 11. April 2018 wurde Rami als jüngstes Mitglied Teil des 14-köpfigen Richtergremiums am VfGH.
Ramis hauptberufliche Tätigkeit als Rechtsanwalt war im Jänner 2019 Anlass für mediale Diskussionen um die Tätigkeit von Verfassungsrichtern als Nebenamt, nachdem Michael Rami in zwei kurz nacheinander stattgefundenen Gerichtsverhandlungen jeweils FPÖ-Mitglieder der Bundesregierung als Kläger bzw. Privatankläger vertreten hatte. Kommentatoren unterschiedlicher Medien sowie die Verfassungsrechtler Heinz Mayer und Peter Bußjäger sahen darin angesichts von Ramis Tätigkeit am VfGH eine „schlechte Optik“, während VfGH-Präsidentin Brigitte Bierlein die bestehende Regelung hinsichtlich der beruflichen Tätigkeiten von VfGH-Mitgliedern verteidigte. Ende Jänner 2019 kündigte Michael Rami schließlich gegenüber der Kleinen Zeitung an, künftig keine Spitzenpolitiker mehr anwaltlich zu vertreten. 2021 bekam er allerdings erneut Medienaufmerksamkeit, nachdem er für die Frau des damaligen Innenministers Karl Nehammer mehr als Hundert Facebook-User abmahnte. Dies führte zu Kritik von FPÖ und SPÖ.
Als Rami 2023 als Anwalt von Florian Teichtmeister zu dessen Anklage wegen des Besitzes von Unmengen kinderpornographischen Materials von einem rein „digitalem“ Delikt sprach, wurde dies von Opferschutzorganisationen als Verharmlosung und für einen Verfassungsrichter unpassend kritisiert.